# Diocesi di Pesqueira
La diocesi di Pesqueira (in latino: Dioecesis Pesqueirensis) è una sede della Chiesa cattolica in Brasile suffraganea dell'arcidiocesi di Olinda e Recife. Nel 2021 contava 398.120 battezzati su 509.900 abitanti. È retta dal vescovo José Luiz Ferreira Salles, C.SS.R.

## Territorio
La diocesi comprende 13 comuni dello stato brasiliano di Pernambuco: Alagoinha, Arcoverde, Belo Jardim, Brejo da Madre de Deus, Buíque, Jataúba, Pedra, Pesqueira, Poção, Sanharó, Sertânia, Tupanatinga e Venturosa.
Sede vescovile è la città di Pesqueira, dove si trova la cattedrale di Sant'Agata.
Il territorio si estende su 10.065 km² ed è suddiviso in 25 parrocchie.

## Storia
La diocesi di Floresta fu eretta da papa Pio X il 5 dicembre 1910, ricavandone il territorio dalla diocesi di Olinda (oggi arcidiocesi di Olinda e Recife), che fu contestualmente elevata al rango di sede metropolitana.
Il 2 agosto 1918 in forza della bolla Archidioecesis Olindensis-Recifensis di papa Benedetto XV la sede vescovile è stata traslata da Floresta a Pesqueira e la diocesi ha assunto il nome attuale; contestualmente la diocesi ha ampliato il proprio territorio con sei parrocchie già appartenute alla sede metropolitana di Olinda e Recife.
Il 30 novembre 1923, il 2 luglio 1956 e il 15 febbraio 1964 ha ceduto porzioni del suo territorio a vantaggio dell'erezione rispettivamente delle diocesi di Petrolina, di Afogados da Ingazeira e della nuova diocesi di Floresta.

## Cronotassi dei vescovi
Si omettono i periodi di sede vacante non superiori ai 2 anni o non storicamente accertati.
- Augusto Álvaro da Silva † (12 maggio 1911 - 25 giugno 1915 nominato vescovo di Barra)
- José Antônio de Oliveira Lopes † (26 giugno 1915 - 24 novembre 1932 deceduto)
- Adalberto Accioli Sobral † (13 gennaio 1934 - 18 gennaio 1947 nominato arcivescovo di São Luís do Maranhão)
- Adelmo Cavalcante Machado † (3 aprile 1948 - 24 giugno 1955 nominato arcivescovo coadiutore di Maceió[2])
- Severino Mariano de Aguiar † (3 dicembre 1956 - 14 marzo 1980 ritirato)
- Manuel Palmeira da Rocha † (14 marzo 1980 - 26 maggio 1993 dimesso)
- Bernardino Marchiò (26 maggio 1993 succeduto - 6 novembre 2002 nominato vescovo di Caruaru)
- Francesco Biasin (23 luglio 2003 - 8 giugno 2011 nominato vescovo di Barra do Piraí-Volta Redonda)
- José Luiz Ferreira Salles, C.SS.R., dal 15 febbraio 2012

## Statistiche
La diocesi nel 2021 su una popolazione di 509.900 persone contava 398.120 battezzati, corrispondenti al 78,1% del totale.
| anno | popolazione | popolazione | popolazione | presbiteri | presbiteri | presbiteri | presbiteri                | diaconi | religiosi | religiosi | parrocchie |
| anno | battezzati  | totale      | %           | numero     | secolari   | regolari   | battezzati per presbitero | diaconi | uomini    | donne     | parrocchie |
| ---- | ----------- | ----------- | ----------- | ---------- | ---------- | ---------- | ------------------------- | ------- | --------- | --------- | ---------- |
| 1950 | 392.000     | 392.887     | 99,8        | 42         | 32         | 10         | 9.333                     |         | 10        | 36        | 25         |
| 1965 | 266.000     | 271.000     | 98,2        | 26         | 19         | 7          | 10.230                    |         | 5         | 25        | 16         |
| 1970 | 301.000     | 306.000     | 98,4        | 17         | 17         |            | 17.705                    |         |           |           | 17         |
| 1976 | 303.000     | 310.000     | 97,7        | 27         | 19         | 8          | 11.222                    | 1       | 8         | 28        | 19         |
| 1980 | 325.000     | 329.000     | 98,8        | 25         | 14         | 11         | 13.000                    | 2       | 12        | 39        | 20         |
| 1990 | 410.000     | 428.000     | 95,8        | 27         | 17         | 10         | 15.185                    | 5       | 10        | 27        | 21         |
| 1998 | 465.000     | 484.000     | 96,1        | 32         | 22         | 10         | 14.531                    | 5       | 10        | 31        | 24         |
| 1999 | 465.000     | 484.000     | 96,1        | 31         | 21         | 10         | 15.000                    | 5       | 10        | 31        | 24         |
| 2001 | 470.000     | 490.000     | 95,9        | 37         | 30         | 7          | 12.702                    | 5       | 7         | 37        | 24         |
| 2002 | 446.000     | 494.000     | 90,3        | 32         | 27         | 5          | 13.937                    | 5       | 5         | 33        | 25         |
| 2003 | 370.200     | 410.200     | 90,2        | 42         | 37         | 5          | 8.814                     | 5       | 5         | 36        | 25         |
| 2004 | 370.200     | 410.200     | 90,2        | 31         | 27         | 4          | 11.941                    | 5       | 4         | 37        | 25         |
| 2013 | 413.000     | 459.000     | 90,0        | 43         | 35         | 8          | 9.604                     | 2       | 8         | 40        | 25         |
| 2016 | 423.400     | 471.000     | 89,9        | 40         | 34         | 6          | 10.585                    | 2       | 6         | 40        | 25         |
| 2019 | 391.819     | 501.900     | 78,1        | 44         | 36         | 8          | 8.904                     | 7       | 16        | 35        | 25         |
| 2021 | 398.120     | 509.900     | 78,1        | 43         | 35         | 8          | 9.258                     | 7       | 9         | 42        | 25         |